# アレックス・シェリー
アレックス・シェリー（Alex Shelley、1983年5月23日 - ）は、アメリカ合衆国の男性プロレスラー。ミシガン州デトロイト出身。血液型O型。本名：パトリック・マーティン（Patrick Martin）。WWE所属。

## 来歴

### キャリア初期
高校を卒業し大学進学（ほどなく休学）と同時にNWAミシガンのレスリングスクールに入門、2002年3月2日にミシガン州デトロイトでのインディー興行でプロレスデビュー。スコット・デモアと出会い彼の紹介でカンナム・レスリング・スクールでトレーニングを積むことになりその時ジョー・E・レジェンドと知り合ったことによりヨーロピアンスタイルの技術に興味を持った。その後、CZW等、様々なインディー団体に出場する。
2003年の6月28日、ROH主催のレッスルレイヴ（WrestleRave 2003）に登場し、同団体に初参戦を果たす。同団体への誘いはCMパンクによるものとのこと同年にはIWAミッドサウスのキング・オブ・ザ・デスマッチに出場し、その一回戦でサンジェイ・ダットを下して勝ち進むも、二回戦目のタッグ戦で敗退した。
2004年5月22日にオースチン・エイリース、ロドリック・ストロング、ジャック・エバンスらと共にジェネレーション・ネクスト（Generation Next）を結成。新世代軍団として団体を席巻したが、同年12月にユニットを脱退。その後、スポット参戦を続けるものの、突如としてジミー・レイブ率いるジ・エンバシー（The Embassy）に加入し、ヒールターン。新生ジェネレーション・ネクストと抗争を繰り広げるが、TNAでの活動が多忙となったため、徐々にROHからフェード・アウトする。

### TNA
2004年、スコット・デモアの勧めでTNAのトライアウトを受け6月より同団体への出場を果たし、2005年よりヒールとして本格的に活動を開始。2006年からはパパラッチ（盗撮カメラマン）のギミックを与えられメイン・ストーリーにも登場した。
2004年10月24日、レッスル・エイド・プロジェクトに初来日。2005年5月にはZERO1-MAXでの天下一ジュニアリーグに参戦した。同年9月19日にはサンジェイ・ダットを破り、US無差別級王座を獲得する。2006年8月25日にはクリス・セイビンとのコンビでNWAインターナショナル・ライトタッグ王座を奪取した。
2005年から2007年までは日米を股にかけ活動、その中で相棒のクリス・セイビンとのタッグチームに「モーターシティ・マシンガンズ」というユニット名を命名している。2007年、5月30日にセイビンと共に久々にROHに出場した。
2008年10月、プロレス・エキスポの大陸別タッグトーナメントに北米代表としてエントリーされた。準優勝に終わるが、決勝戦（田中将斗 & 関本大介組）も含め好試合を連発し、更に評価を高めた。2009年1月4日には新日本プロレスの東京ドーム大会、レッスルキングダムIIIに登場する。セイビンとのコンビでNO LIMIT（高橋裕二郎 & 内藤哲也組）が保持するIWGPジュニアタッグ王座を奪取、2010年7月11日には同タッグでTNA世界タッグチーム王座に戴冠した。

### 新日本プロレス

#### 2012年
2012年5月にTNAを退団、8月26日にSWFに参戦する。AJカーシュと組んで、フォーエバー・フーリガンズ（ロッキー・ロメロ & アレックス・コズロフ組）の保持するIWGPジュニアタッグ王座に挑戦したもののカーシュがピンフォール負けを喫し、奪取に失敗した。試合後にフーリガンズの襲撃を受ける中、新日本プロレスのKUSHIDAが救援に駆け付け、これをキッカケに新日本に再参戦を果たす。
10月、同団体で開催されたSUPER Jr. TAG TOURNAMENTにKUSHIDAとのタッグ・チームTIME SPLITTERSとして参加。一回戦で、The World Class Tag Team（邪道 & 外道組）、二回戦でTAKAみちのく&タイチ組を下し、決勝戦でApollo 55（プリンス・デヴィット & 田口隆祐組）と対戦、KUSHIDAが田口からピンフォール勝ちを収め優勝を果たした。
11月12日、POWER STRUGGLEでフーリガンズの保持するIWGPジュニアタッグ王座を賭けて激突、KUSHIDAがロメロからピンフォール勝ちを収めて同王座に戴冠した。以降、同王座を巡ってフーリガンズと抗争を繰り広げた。

#### 2013年
2013年2月10日、THE NEW BEGINNINGにて、フーリガンズとのリターンマッチを受けて防衛に成功する。その後、獣神サンダー・ライガー & タイガーマスク組を相手に二度目の防衛に成功した。
3月23日に8人タッグマッチの試合後、プリンス・デヴィットが保持するIWGPジュニアヘビー級王座に挑戦を表明。4月5日、Road to INVASION ATTACKで、デヴィットと対戦。ブラディサンデーでピンフォール負けを喫し、王座奪取には至らなかったが、7日に開催されたINVASION ATTACKでは、Apollo 55（デヴィット & 田口隆祐組）の挑戦を退け、ジュニアタッグ王座三度目の防衛に成功した。
5月3日、レスリングどんたくでは、再戦を申し入れてきたフーリガンズと対戦したがKUSHIDAがロメロからピンフォール負けを喫し、王座から陥落した。
同月より開催したジュニアの祭典BEST OF THE SUPER Jr.に初出場。初戦でヒールターンを果たし新ユニットBULLET CLUBを結成したデヴィットを相手に敗北するが、その後は着々と勝ち星を重ねていき、公式リーグ最終戦でDRAGON GATE USA所属のリコシェと対戦。この試合に勝利を収め、決勝トーナメントに進出する。6月9日、準決勝でTAKAを下し、決勝で再びデヴィットと相対した。双方のセコンドを巻き込む乱戦を繰り広げたが、最後はデヴィットのブラディサンデーでピンフォール負けを喫し、対デヴィット戦三連敗となった。
9月28日、DESTRUCTIONにてKUSHIDAと組みTAKA&タイチ組と対戦、試合には勝利したが試合中、タイチのタイチ式ライガーボムにより腰を負傷、休場することとなった。

#### 2014年
1月4日、東京ドームレッスルキングダム8で復帰。IWGPジュニアタッグ王座に挑戦した。
BEST OF THE SUPER Jr.では予選最終日にタイガーマスクに勝利し、Bブロック1位の成績で準決勝進出を決めていたが、その試合中に左肩を負傷し試合後に病院に直行し治療を受けたが「左肩関節損傷」の診断により、決勝トーナメントが行われる代々木第二体育館大会は負傷欠場することになった。

#### 2015年
5月3日、レスリングどんたくで約２年ぶりにケニー・オメガの持つIWGPジュニアヘビー級王座に挑戦。王者をあと一歩のところまで追い詰めたが、BULLET CLUBの再三に渡る介入により敗北。
BEST OF THE SUPER Jr.に三年連続で出場し公式戦初戦のデビッド・フィンレー戦でスーパーキックを見舞った際に、運悪くフィンレーが軸足に倒れこみ右足を負傷、翌日からのBEST OF THE SUPER Jr.シリーズは全戦欠場。残りの公式戦は全て不戦敗となった。

## 人物
- リングネームの由来は、映画『時計じかけのオレンジ』の主人公アレックスと、イギリスのパンクバンド「バズコックス」のボーカルのピート・シェリーのシェリー合わせて命名したとのこと[7]。
- 高校卒業と同時に進学した地元の大学はプロレスラーとしての活動を優先するため休学していたが、レスリングスクール入門を認めてくれた両親との約束を果たすため2009年に復学し、最終的に卒業している[7]。
- クリス・セイビンとのユニット「モーターシティ・マシンガンズ」はプロレスのタッグユニットだけではなく、2ピースロックユニットとして音楽活動も行ったことがある。シェリーはボーカル担当。2人に加えピーティー・ウィリアムズら3人を加えた5人組みロックバンド「ザ・ハイ・クルセード」が結成され、2010年9月には1stアルバム『IT'S NOT WHAT YOU THINK』をリリース。アルバムに収録された「WHATE VER'S REAL」は、サムライTVの『Sアリーナ』の海外プロレス情報パート『ワールドアリーナ』のEDテーマに使用されていた。なお音楽活動はメンバーそれぞれのプロレス活動が多忙なため無期限活動停止中[8]。

## 得意技

### フィニッシュ・ホールド
オートマティック・ミッドナイト
水車落としの体勢で担ぎ上げ、担ぎ上げた肩とは逆側の腕で相手の首を抱えながら、マットに叩き付ける。新日本再参戦後のフィニッシュとして使用されている。
大一番では、雪崩式で繰り出されることもあり、カズ・ハヤシが使用するWA4やエアレイドクラッシュと同型。
シェリー・クラッチ
相手の左腕・左足を自分の右足でロックし前方に回転して十字架固めのような形でフォールを奪う。
ルチャリブレでは「トケ・エスパルダス」と呼ばれる技。
シェル・ショック
変形フラット・ライナー。
相手の体を一旦後方へと仰け反らせ、自らが後方に倒れ込んでいき相手の顔面をマット打ちつける。シングルマッチにおける主要フィニッシュ技。
ボーダーシティ・ストレッチ
チキンウィング式変型クリップラー・クロスフェイス。
脇固めの体勢でうつ伏せに倒した相手の左腕を自らの肩に回し、そこから両腕で相手の顔面を締め上げるチキンウィング式の変型クリップラー・クロスフェイス。
飛び付き式の腕折り技トルベジーノの体勢で移行することもある。
スライス・ブレッド#2
後方回転式リバースDDTで、不知火と同型。
シングルマッチでは、フィニッシュとしても用いられる事がある。その場飛び式や雪崩式、断崖式で繰り出されることもある。

### 打撃技
エルボー
エルボー・スタンプ
バックエルボー
バックハンド・チョップ
ナックルパンチ
クローズライン
ドロップキック
スーパー・キック
延髄斬り
ラウンド・ハウス・キック
シャイニング式の類似型。
前屈みで立っている相手の膝へ自身の片足を乗せてから繰り出す延髄斬り。
バズソーキック
仰向けになった相手の上半身を起こして相手の左側頭部を振り抜いた右足の甲で蹴り飛ばす。

### 投げ技
イット・ケイム・フロム・ジャパン
クロスアーム・ノーザンライトボム。
K-ness.のダークネスバスターや藤田ミノルのサスケ騙しセグウェイと同型。
イット・ケイム・フロム・ジャパンII
相手の足を交錯させながら持ち上げてマットに叩き付ける変形のフィッシャーマンバスター。
スカル・ファック
首4の字固めで極めてから相手の体を反転させ、プッシュアップの体勢で自らの下半身を何度も上げ下げし、相手の頭をマットに叩き付ける。
過去にTNA（トータル・ノンストップ・アレックス）という名称としても、使用されていた。
スープレックス
スーパープレックス
ジャーマンスープレックス
トルネードDDT
DDT

### フォール技
バックスライド
スモール・パッケージホールド
スクールボーイ
ジャックナイフ・ホールド
ローリング・クラッチ
ローリング・バック・クラッチ

### 連携技
I-94
KUSHIDAとの合体技。
シェリーの雪崩式スライス・ブレッド#2とKUSHIDAのシットダウン式パワーボムを同時に繰り出す。
クリス・セイビンとのタッグでは、メイド・イン・デトロイトという名称で使用していた。
OUT A TIME
KUSHIDAとの合体技。
シェリーがネックブリーカー・ドロップの体勢で相手を捕らえ、KUSHIDAが相手の腹部に目掛けてムーンサルトプレスを放っていく。
同タッグではフィニッシャーとして用いられている。
ザ・ダートボム
相手の両サイドから太ももを掴んで担ぎ上げ、首後ろに手を回して前方回転させながらセイビンは開脚式、シェリーは横捻りで倒れ込んで後頭部から叩きつける新合体技。技名はデトロイト出身のバンド名に由来。
サンダー・エクスプレス
クリス・セイビンとの合体技。
セイビンがコンプリートダストの体勢で相手をマットに叩き付けるのを見計らいながら、シェリーがダイヤモンド・カッターを仕掛ける。
ASCSラッシュ
クリス・セイビンとの連携技。
シェリーのスーパー・キックとセイビンの延髄斬りを同時に繰り出す。
ブレット・ポイント
クリス・セイビンとの連携技。
コーナーに逆さ吊りにした相手に、シェリーのベースボール・スライド（スライディング式ドロップキック）とセイビンのヘジテーション（超滞空ドロップキック）を同時に繰り出す。

## 入場テーマ曲
- NEXT GO ROUND

新日本プロレスでの入場テーマ。
- NEXT GO ROUND（お前はもう死んでいるver．）

2015年5月3日、レスリングどんたくでのIWGPジュニアヘビー級選手権で使用。

## タイトル歴
新日本プロレス

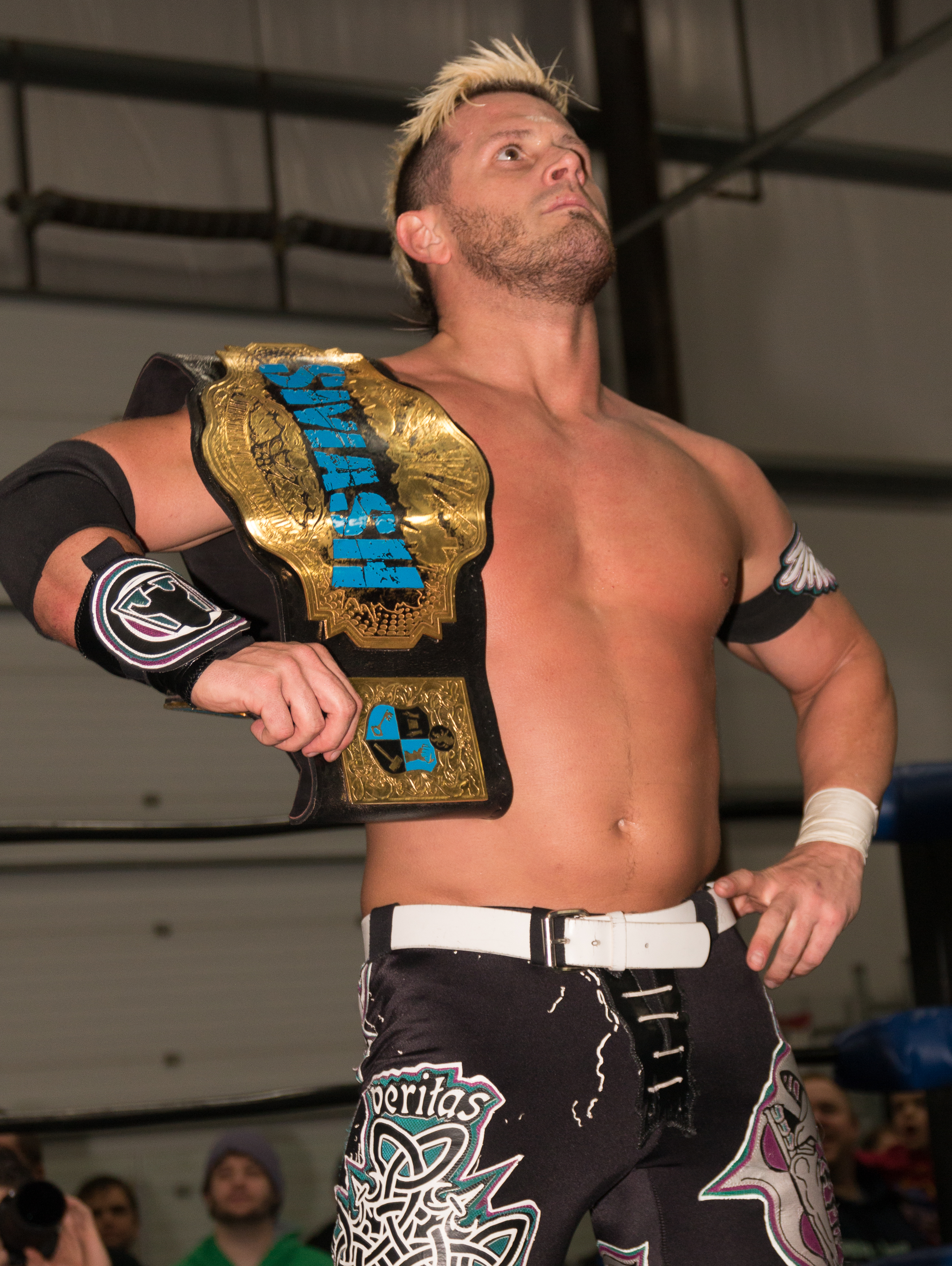
スマッシュ王座

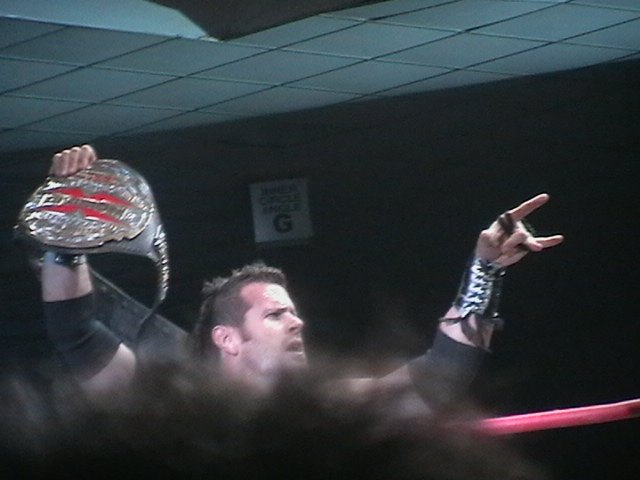
TNA Xディヴィジョン王座

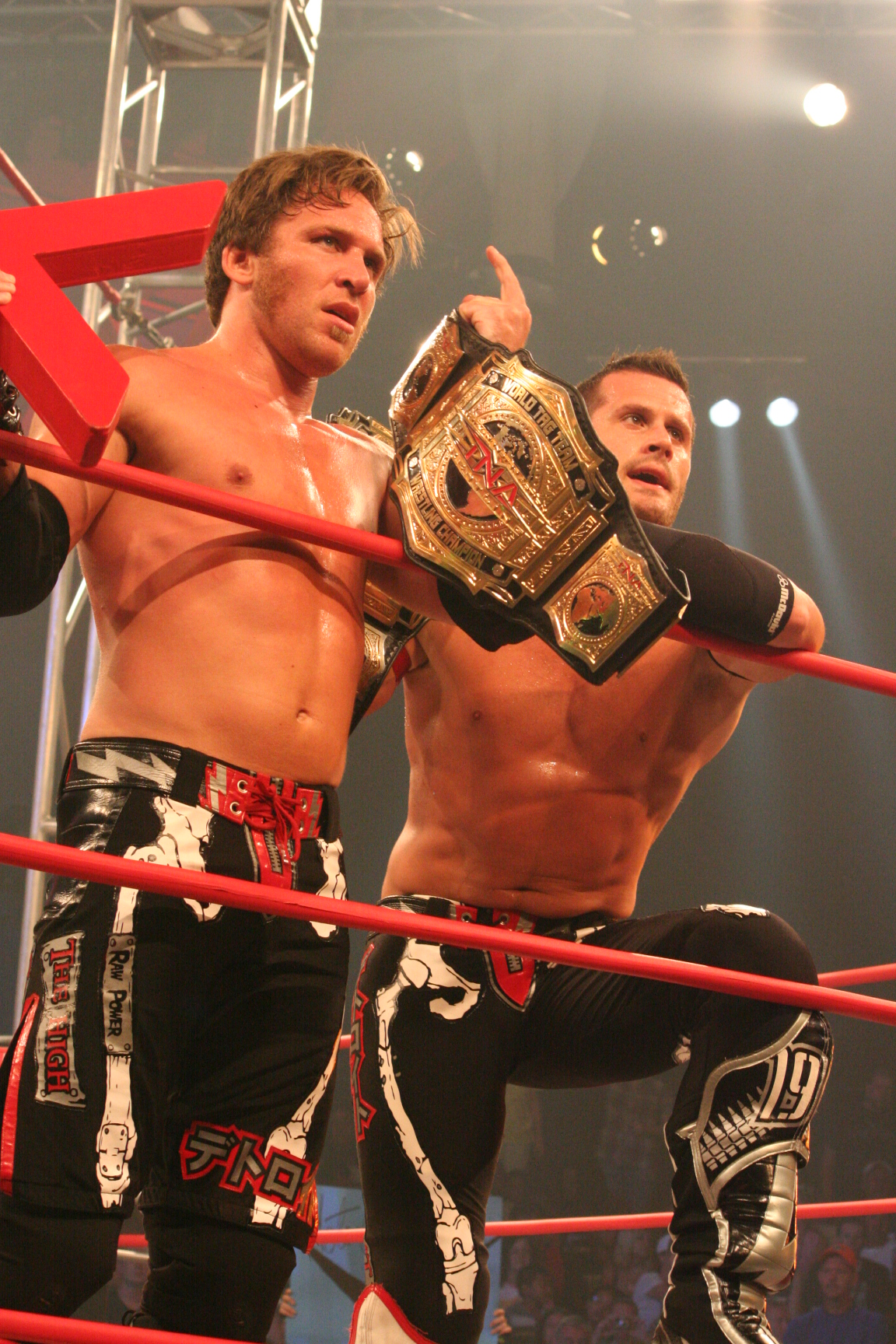
TNA世界タッグ王座タッグ王者時代

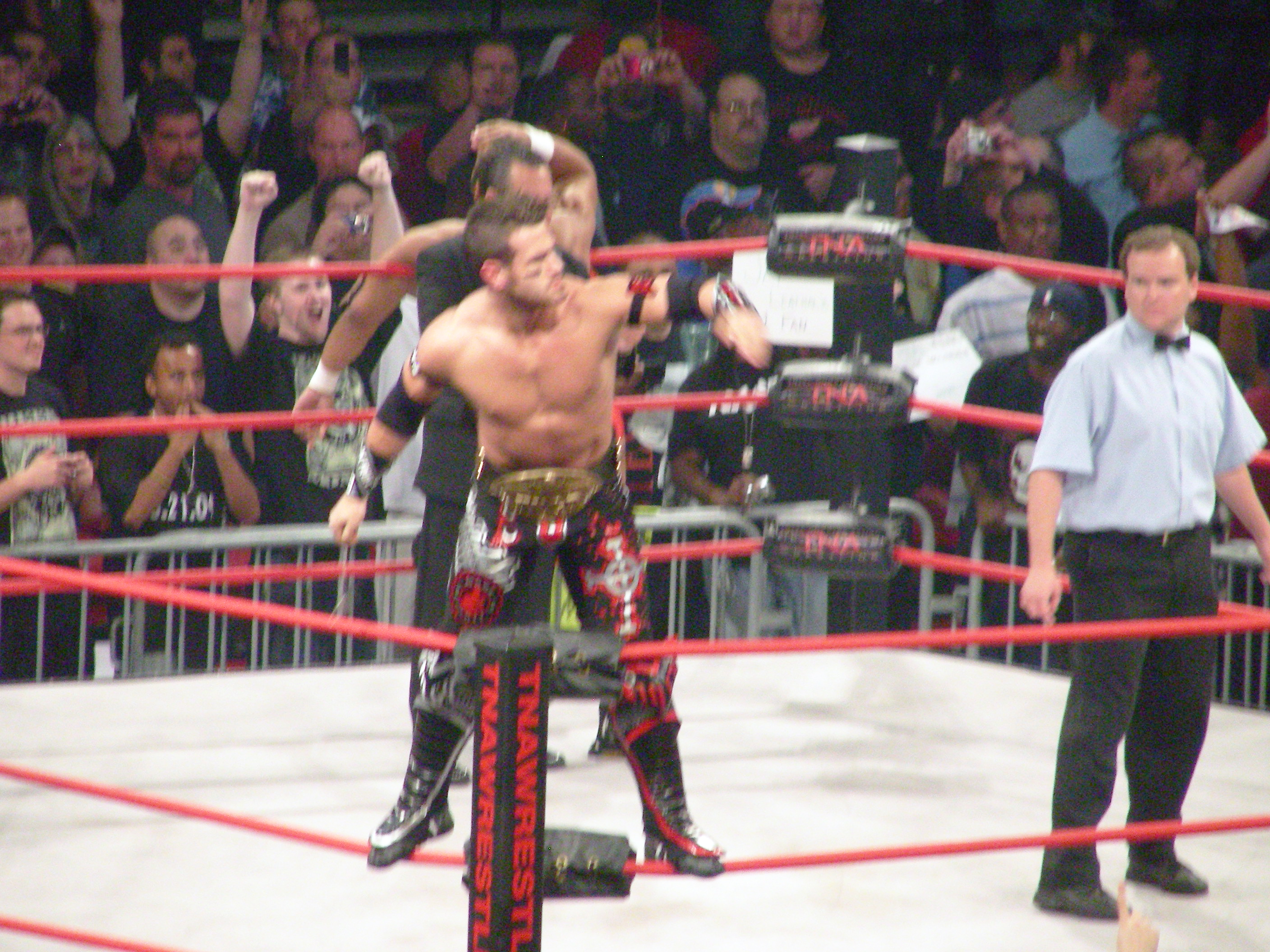
IWGPジュニアタッグ王座クリス・セイビン

- IWGPジュニアタッグ王座 : 3回（第23代, w / クリス・セイビン、第34代、38代, w / KUSHIDA）
- STRONG無差別級タッグ王座 : 1回（第2代, w / クリス・セイビン）
- SUPER Jr. TAG TOURNAMENT 優勝（2012年, w / KUSHIDA）

WWE
- WWEタッグチーム王座 : 1回（第34代, w / クリス・セイビン）

ZERO1-MAX
- US無差別級王座 : 1回（第8代）
- NWAインターナショナルライトタッグ王座（第6代, w / クリス・セイビン）

インパクト・レスリング
- インパクト世界王座（第58代）
- TNA Xディヴィジョン王座（第37代）
- TNA世界タッグチーム王座（第19代, w  / クリス・セイビン）
- ワールドXカップ 優勝（2006年）

ROH
- ROH世界タッグ王座（第49代, w / クリス・セイビン）

NWA
- NWAミッドウエスト・Xディビジョン王座（第7代）

CZW
- CZW世界ジュニアヘビー級王座（第16代）

wXw
- wXw世界ヘビー級王座 : 2回（第7, 9代）

CMLL
- インターナショナル・グランプリ 優勝（2008年）

その他、アメリカのインディ団体を中心として多数のベルト獲得歴有り。